# 松本竜一
松本 竜一（まつもと りゅういち、1990年10月12日 - ）は、日本の元俳優。栃木県出身。元ジャパンアクションエンタープライズ所属。
研修生時代に『笑ってコラえて! スタントマンの金の卵』のコーナーに出演。憧れの人として高岩成二を上げており、高岩が登場した際は号泣した。
現在はフリーの俳優として活動中。

## 出演

### テレビドラマ
- 1億人の大質問!?笑ってコラえて! スタントマンの金の卵（2009年、日本テレビ）
- 戦国★男士 第4話（2011年 - 2012年、テレビ神奈川 他） - 不良 役
- LIFE!〜人生に捧げるコント〜「無敵の男」（2014年9月25日、NHK総合） - チンピラ 役

### 特撮テレビドラマ
- スーパー戦隊シリーズ（テレビ朝日）
  - 天装戦隊ゴセイジャー（2010年 - 2011年）
  - 海賊戦隊ゴーカイジャー（2011年 - 2012年）
  - 特命戦隊ゴーバスターズ（2012年 - 2013年）
  - 獣電戦隊キョウリュウジャー（2013年 - 2014年）
  - 烈車戦隊トッキュウジャー（2014年 - 2015年）
  - 手裏剣戦隊ニンニンジャー（2015年 - 2016年）
- 仮面ライダーシリーズ（テレビ朝日）
  - 仮面ライダーW（2009年 - 2010年）
  - 仮面ライダーオーズ/OOO（2010年 - 2011年）
  - 仮面ライダーフォーゼ（2011年 - 2012年）
  - 仮面ライダーウィザード（2012年 - 2013年） - TV職員 役
  - 仮面ライダー鎧武/ガイム（2013年 - 2014年）
  - 仮面ライダードライブ（2014年 - 2015年）

### 映画
- 仮面ライダーシリーズ（東映）
  - 仮面ライダー×仮面ライダー オーズ&ダブル feat.スカル MOVIE大戦CORE（2010年）
  - オーズ・電王・オールライダー レッツゴー仮面ライダー（2011年） - ショッカー戦闘員
  - 劇場版 仮面ライダーオーズ WONDERFUL 将軍と21のコアメダル（2011年）
  - 仮面ライダーフォーゼ THE MOVIE みんなで宇宙キターッ!（2012年）
  - 仮面ライダー×仮面ライダー ウィザード&フォーゼ MOVIE大戦アルティメイタム（2012年） - 照井竜のシルエット、兵隊
  - 劇場版 仮面ライダーウィザード in Magic Land（2013年）　
  - 仮面ライダー×仮面ライダー 鎧武&ウィザード 天下分け目の戦国MOVIE大合戦（2013年）
  - 仮面ライダー×仮面ライダー ドライブ&鎧武 MOVIE大戦フルスロットル（2014年）
- スーパー戦隊シリーズ（東映）
  - 天装戦隊ゴセイジャーVSシンケンジャー エピックon銀幕（2011年）
  - ゴーカイジャー ゴセイジャー スーパー戦隊199ヒーロー大決戦（2011年）
  - 海賊戦隊ゴーカイジャー THE MOVIE 空飛ぶ幽霊船（2011年）
  - 特命戦隊ゴーバスターズ THE MOVIE 東京エネタワーを守れ!（2012年）
  - 特命戦隊ゴーバスターズVS海賊戦隊ゴーカイジャー THE MOVIE（2013年）
  - 獣電戦隊キョウリュウジャーVSゴーバスターズ 恐竜大決戦! さらば永遠の友よ（2014年）
  - 烈車戦隊トッキュウジャーVSキョウリュウジャー THE MOVIE（2015年）
- スーパー戦隊シリーズ（東映）
  - 仮面ライダー×スーパー戦隊×宇宙刑事 スーパーヒーロー大戦Z（2013年）
  - 平成ライダー対昭和ライダー 仮面ライダー大戦 feat.スーパー戦隊（2014年）
  - スーパーヒーロー大戦GP 仮面ライダー3号（2015年）
- エイトレンジャー∞（2012年、東宝）
- 宇宙刑事ギャバン THE MOVIE（2012年、東映） - 宇宙刑事シャリバン
- ヌイグルマーZ（2014年、キングレコード） - アクションクルー

### Vシネマ
- 仮面ライダーシリーズ
  - 仮面ライダーW RETURNS（2011年）
    - 仮面ライダーアクセル
    - 仮面ライダーエターナル

  - 鎧武/ガイム外伝 仮面ライダー斬月/仮面ライダーバロン（2015年）
- スーパー戦隊シリーズ
  - 帰ってきた特命戦隊ゴーバスターズVS動物戦隊ゴーバスターズ（2013年）
  - 忍風戦隊ハリケンジャー 10 YEARS AFTER（2013年） - ハリケンレッド[1]
  - 帰ってきた獣電戦隊キョウリュウジャー 100 YEARS AFTER（2014年）
- 宇宙刑事ギャバン伝説（2012年）

### ネットムービー
- ネット版 仮面ライダー×スーパー戦隊 スーパーヒーロー大変 〜犯人はダレだ?!〜（2012年）

### 舞台
- イナズマイレブン（2010年9月4日 - 12日、東京ドームシティ・シアターGロッソ）
- EXILE TRIBE PERFCT YEAR LIVE TOUR （2014年9月3日 - 12月28日、5都市公演）

### ヒーローショー
- 天装戦隊ゴセイジャー
  - 「ゴセイナイト降臨！正義のパワー天装!!」
  - 「激突！ゴセイジャーVSダークゴセイジャー」
  - 「護星天使降臨！奇跡のラストターン」
- 海賊戦隊ゴーカイジャー - ゴーオンブルー / ゲキブルー、バスコ役 
  - 「海賊戦隊ゴーカイジャー シアターGロッソに現る!!」
  - 「全速前進！ゴーカイシルバー登場!!」
  - 「海賊パワー炸裂！宝島大決戦!!」
  - 「バスコ現る！空中都市真冬の大激突!!」
  - 「海賊集結！決めるぜファイナルウエーブ」
- 特命戦隊ゴーバスターズ - エンター 役
  - 「特命戦隊ゴーバスターズ　シアターGロッソに現る！」
  - 「緊急出動！ゴーバスターエース発進!!」
  - 「新戦士登場！ビート&スタッグ!!」
  - 「最強海賊現る！出動せよゴーバスターズ！」
  - 「永遠のキズナ！ゴーバスターズラストミッション!!」
- 獣電戦隊キョウリュウジャー - キョウリュウレッド 役
  - 「獣電戦隊キョウリュウジャー！シアターGロッソに現る!!」
  - 「雷鳴の勇者キョウリュウゴールド見参!!」
  - 「荒れるぜ！真夏のキョウリュウ大決戦!!」
  - 「メッチャ進化！Gロッソdeカーニバル!!」
  - 「決めるぜ！史上最強のブレイブフィニッシュ!!」
- 爆上戦隊ブンブンジャー　
  - 「爆上戦隊ブンブンジャー　シアターGロッソに現る！！」- 演出・アクション監督 補佐
  - 歴代レッドヒーロー役
  - 「ブンバイオレット大独走！カオスな世界でぶっちぎれ！！」- ブンバイオレット役
  - 「アクセルブンブンブーン！届け、音楽の力！更なる加速、ブンブンパワー大爆走！」- ブンレッド役